# رمضان درويش
رمضان درويش (مواليد 29 يناير 1988) هو لاعب جودو مصري، شارك في أولمبياد 2012 و2016 و2020.